# Hieracium bifidum
Lo sparviere inciso (nome scientifico Hieracium bifidum Kit. ex Hornem., 1815)  è una specie di pianta angiosperma dicotiledone della famiglia delle Asteraceae.

## Etimologia
Il nome generico (Hieracium) deriva dalla parola greca hierax o hierakion (= sparviere, falco). Il nome del genere è stato dato dal botanico francese Joseph Pitton de Tournefort (1656 - 1708) rifacendosi probabilmente ad alcuni scritti del naturalista romano Gaio Plinio Secondo (23 - 79) nei quali, secondo la tradizione, i rapaci si servivano di questa pianta per irrobustire la loro vista. L'epiteto specifico (bifidum) deriva dal latino e significa "separato", "diviso in due" e fa probabilmente riferimento al fusto che in genere è forcato.

Il binomio scientifico della pianta di questa voce è stato proposto inizialmente dal botanico danese Jens Wilken Hornemann  (1770-1841) e perfezionato successivamente dal botanico e chimico ungherese Paul Kitaibel (1757-1817), nella pubblicazione "Hortus Regius Botanicus Hafniensis. In Usum Tyronum et Botanophilorum. Hauniae [Copenhagen] - 2: 761" del 1815.

## Descrizione

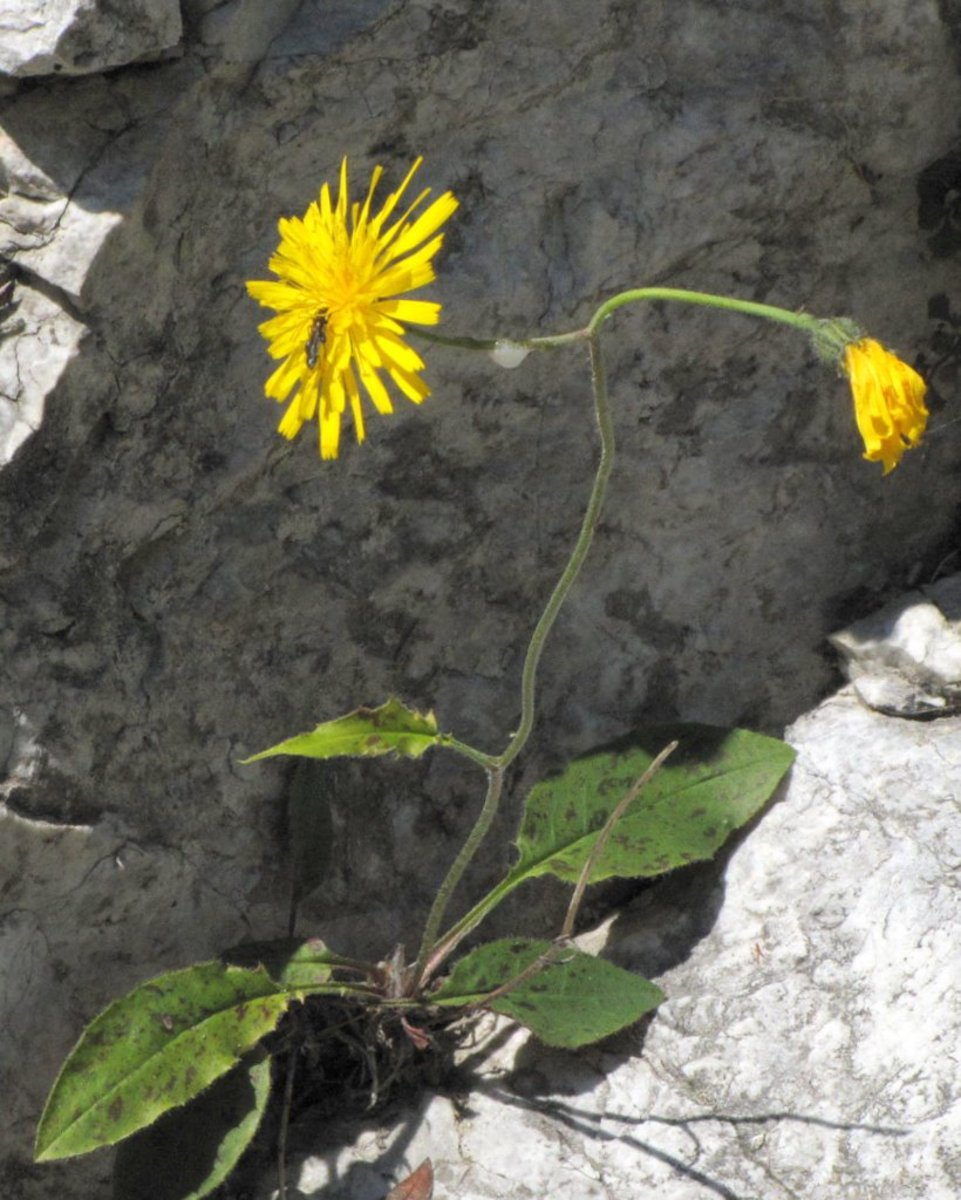
Il portamento

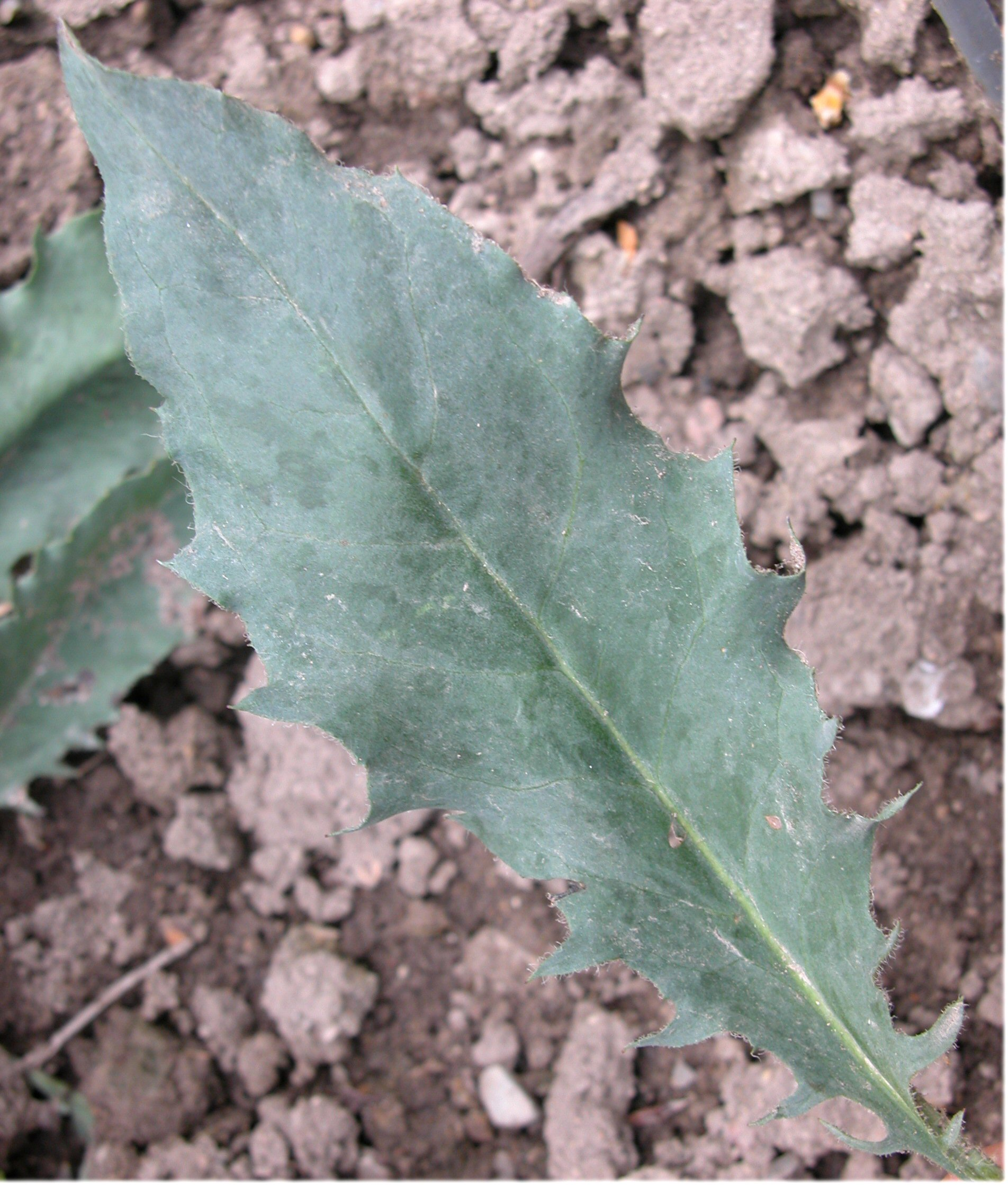
Le foglie

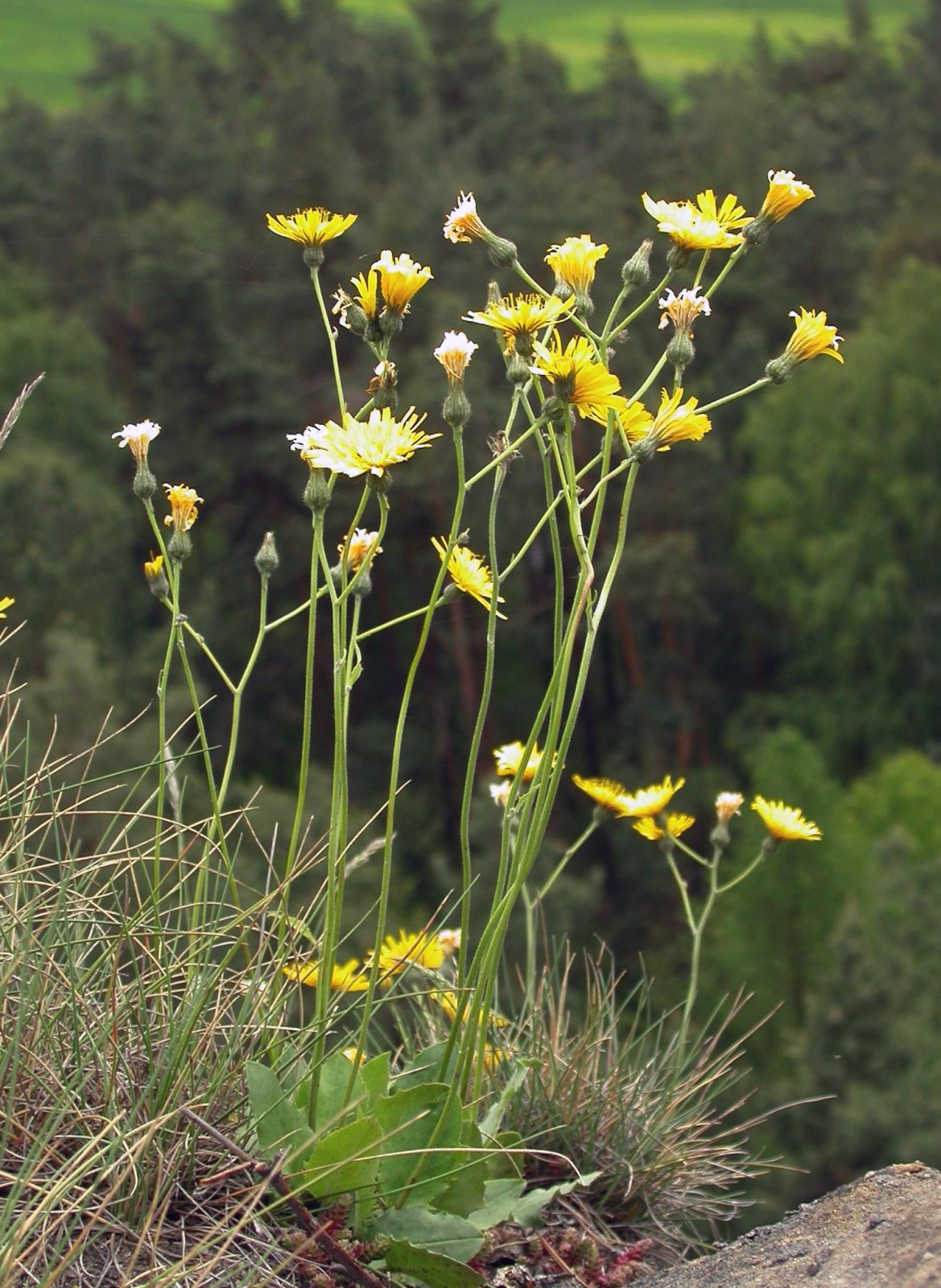
Infiorescenza

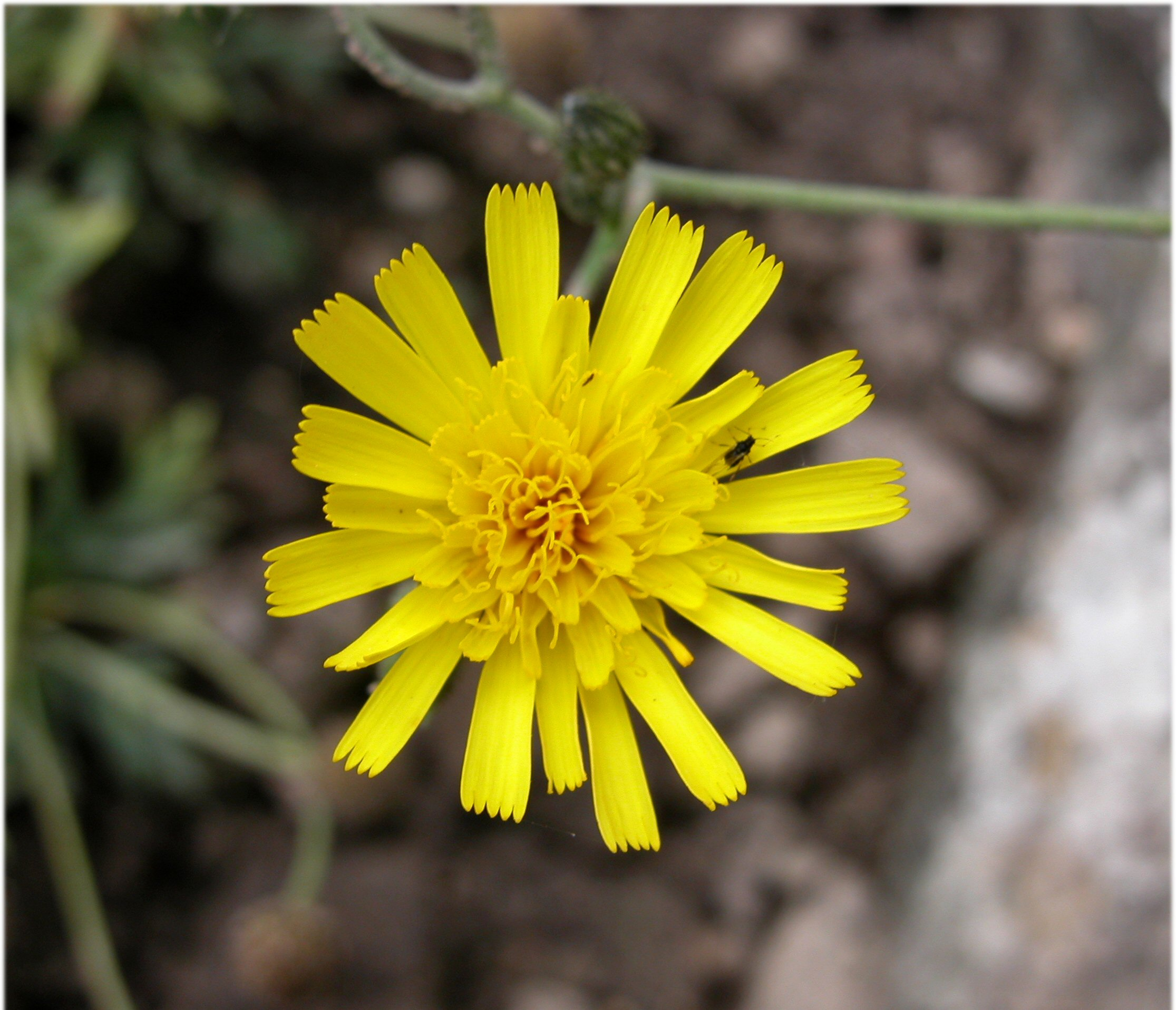
I fiori

Habitus. La forma biologica è emicriptofita rosulata (H ros), ossia in generale sono piante erbacee, a ciclo biologico perenne, con gemme svernanti al livello del suolo e protette dalla lettiera o dalla neve e hanno le foglie disposte a formare una rosetta basale. Possono anche essere considerate emicriptofite scapose (H scap) in quanto spesso hanno l'asse fiorale eretto e privo di foglie. Queste piante sono provviste di lattice (i vasi latticiferi sono anastomizzati) e vengono definite di tipo "fillopode" in quanto le foglie basali formano una rosetta e sono presenti alla fioritura. Inoltre i peli di questa pianta non sono piumosi.
Radici. Le radici sono secondarie da rizoma.
Fusto. 
- Parte sotterranea: la parte sotterranea del fusto consiste in un rizoma obliquo privo di stoloni.
- Parte aerea: la parte aerea del fusto è eretta, più o meno glabra (pochi peli stellati); è ramosa (2 - 3 forcazioni) nella parte superiore del fusto con 2 - 3 capolini (a volte uno solo, a volte fino a 8) in formazioni corimbose. L'acladio (la parte del fusto compresa tra il capolino e la prima ramificazione sottostante) è in genere abbastanza allungata. Questa pianta può raggiungere una altezza compresa tra 2 - 5 dm.

Foglie. Le foglie si dividono in basali e cauline. Le foglie basali, poco numerose (da 4 a 7), con picciolo lungo più o meno come la lamina, formano una ampia rosetta. La forma della lamina è da lanceolata a ovata; la base della foglia è tronca o (più raramente) è ottusa o acuta (può essere anche cuoriforme); l'apice è ottuso o acuminato; ai margini sono presenti 1 - 2 denti profondamente incisi, posizionati alla base della foglia.  La superficie delle foglie è colorata di verde o più o meno glaucescente o anche violacea, ed è ricoperta da abbondanti setole. Le foglie cauline, disposte in modo alterno, possono essere mancanti o al massimo sono 1 - 2 a forma lineare (lunghezza 1 cm). I peli semplici si trovano sui margini e nella pagina inferiore, sono molli e sparsi. Dimensione delle foglie basali: larghezza 2 – 4 cm; lunghezza 4 – 9 cm.
Infiorescenza. Le infiorescenze sono composte da grandi capolini peduncolati. Il peduncolo è ricoperto da peli stellati e pochi peli semplici. I capolini sono formati da un involucro con forme da cilindriche a emisferiche composto da brattee (o squame) disposte su 2 serie (interne ed esterne) in modo embricato, all'interno delle quali un ricettacolo fa da base ai fiori tutti ligulati. Le squame dell'involucro hanno una forma acuta e sono prive di peli ghiandolari, sono presenti invece abbondanti peli semplici (o stellati) e irti. Il ricettacolo, nudo, cioè privo di pagliette a protezione della base dei fiori, è provvisto di fossette appena dentellate sul bordo. Diametro del capolino (all'antesi): 2 – 3 cm. Lunghezza dell'involucro: 9 – 11 mm.
Fiore. I fiori sono tutti del tipo ligulato (il tipo tubuloso, i fiori del disco, presente nella maggioranza delle Asteraceae, qui è assente), sono tetra-ciclici (ossia sono presenti 4 verticilli: calice – corolla – androceo – gineceo) e pentameri (ogni verticillo ha 5 elementi). I fiori sono ermafroditi e zigomorfi (raramente sono "stilosi").
- Formula fiorale:

*/x K {\displaystyle \infty }, [C (5), A (5)], G 2 (infero), achenio
- Calice: i sepali del calice sono ridotti ad una coroncina di squame.
- Corolla: le corolle sono formate da un tubo e da una ligula terminante con 5 denti; il colore è giallo. I dentelli apicali sono privi di ciglia. Dimensioni delle ligule: larghezza 1,5 mm; lunghezza 15 mm.
- Androceo: gli stami sono 5 con filamenti liberi, mentre le antere sono saldate in un manicotto (o tubo) circondante lo stilo.[18] Le antere alla base sono acute. Il polline è tricolporato.[19]
- Gineceo: lo stilo giallo (o più o meno scuro) è filiforme e peloso sul lato inferiore; gli stigmi dello stilo sono due divergenti. L'ovario è infero uniloculare formato da 2 carpelli. La superficie stigmatica è interna.[20]
- Antesi: da (giugno) luglio ad agosto.

Frutti. I frutti sono degli acheni con pappo. Gli acheni scuri (3 - 3,5 mm) a forma colonnare-obconica sono ristretti alla base (e ingrossati all'apice), mentre la superficie (liscia o appena rugosa) è provvista di 10 coste che nella parte apicale confluiscono in un orlo anulare. Il pappo è formato da setole semplici, color bianco sporco, disposte su due serie (quelle interne sono più lunghe e più rigide, quelle esterne sono fragili).

## Biologia
Impollinazione: l'impollinazione avviene tramite insetti (impollinazione entomogama tramite farfalle diurne e notturne).

Riproduzione: la fecondazione avviene fondamentalmente tramite l'impollinazione dei fiori (vedi sopra).

Dispersione: i semi (gli acheni) cadendo a terra sono successivamente dispersi soprattutto da insetti tipo formiche (disseminazione mirmecoria). In questo tipo di piante avviene anche un altro tipo di dispersione: zoocoria. Infatti gli uncini delle brattee dell'involucro (se presenti) si agganciano ai peli degli animali di passaggio disperdendo così anche su lunghe distanze i semi della pianta.

## Distribuzione e habitat

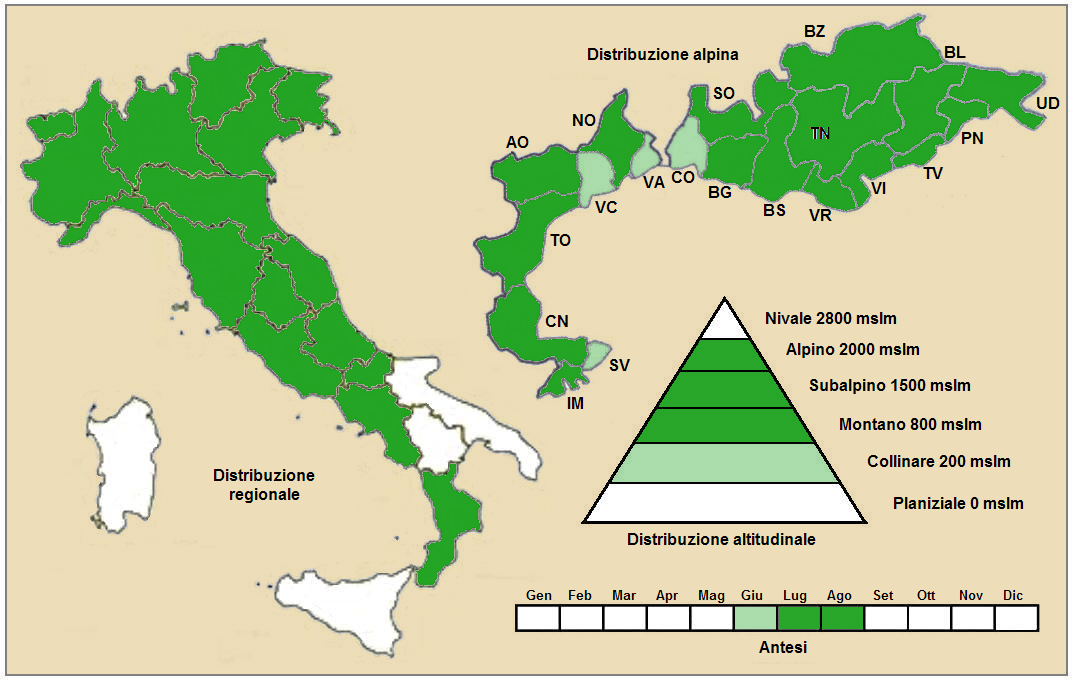
Distribuzione della pianta
(Distribuzione regionale – Distribuzione alpina)

Geoelemento: il tipo corologico (area di origine) è Orofita - Sud Europeo.
Distribuzione: in Italia è presente al Nord (specie comune) e al Centro (specie rara). Nelle Alpi è presente ovunque. Sugli altri rilievi europei collegati alle Alpi si trova nella Foresta Nera, Massiccio del Giura, Massiccio Centrale, Alpi Dinariche, Monti Balcani e Carpazi. Questa pianta è presente anche in Africa (Marocco).
Habitat: l'habitat tipico per questa specie sono i pascoli subalpini, i pendii sassosi e rupestri; ma anche i ripari sotto roccia, i ruderi pietrosi e i margini erbacei dei boschi. Il substrato preferito è calcareo ma anche calcareo/siliceo con pH basico, bassi valori nutrizionali del terreno che deve essere umido.
Distribuzione altitudinale: sui rilievi queste piante si possono trovare da 200 fino a 2.300 m s.l.m. (massimo 2500 m s.l.m.); frequentano quindi i seguenti piani vegetazionali: montano, subalpino e alpino oltre in parte a quello collinare.

### Fitosociologia

#### Areale alpino
Dal punto di vista fitosociologico alpino la sottospecie di questa scheda appartiene alla seguente comunità vegetale:
Formazione: comunità delle praterie rase dei piani subalpino e alpino con dominanza di emicriptofite
Classe: Elyno-Seslerietea variae
Ordine: Seslerietalia variae
Alleanza: Seslerion variae

#### Areale italiano
Per l'areale completo italiano Hieracium bifidum appartiene alla seguente comunità vegetale:
Macrotipologia: vegetazione forestale e preforestale.
Classe: Vaccinio myrtilli-Piceetea abietis Br.-Bl., 1939
Ordine: Piceetalia excelsae Pawłowski, 1928
Alleanza: Piceion excelsae Pawłowski, 1928
Suballeanza: Calamagrostio variae-Abietenion (Horvat) Exner & Willner, 2007
Descrizione. La suballeanza Calamagrostio variae-Abietenion è relativa alle foreste su suoli in prevalenza carbonatici. Le aree interessate sono quelle montane, submontane e subalpine delle Alpi e Prealpi. Le specie arboree maggiormente presenti in queste aree sono: Abies alba e/o Picea excelsa. Il sottobosco di queste comunità è molto ricco di specie arbustive (tra cui Lonicera alpigena e Sorbus aucuparia) ed erbacee (ad es. Calamagrostis varia e Anemone trifolia).
Specie presenti nell'associazione: Picea excelsa, Abies alba, Vaccinium myrtillus, Oxalis acetosella, Lonicera nigra, Lonicera alpigena, Veronica urticifolia, Calamagrostis varia, Valeriana tripteris, Hepatica nobilis, Asplenium viride e Cardamine enneaphyllos.

## Tassonomia
La famiglia di appartenenza di questa voce (Asteraceae o Compositae, nomen conservandum) probabilmente originaria del Sud America, è la più numerosa del mondo vegetale, comprende oltre 23.000 specie distribuite su 1.535 generi, oppure 22.750 specie e 1.530 generi secondo altre fonti (una delle checklist più aggiornata elenca fino a 1.679 generi). La famiglia attualmente (2021) è divisa in 16 sottofamiglie.

### Filogenesi
Il genere di questa voce appartiene alla sottotribù Hieraciinae della tribù Cichorieae (unica tribù della sottofamiglia Cichorioideae). In base ai dati filogenetici la sottofamiglia Cichorioideae è il terz'ultimo gruppo che si è separato dal nucleo delle Asteraceae (gli ultimi due sono Corymbioideae e Asteroideae). La sottotribù Hieraciinae fa parte del "quinto" clade della tribù; in questo clade è posizionata alla base ed è "sorella" al resto del gruppo comprendente, tra le altre, le sottotribù Microseridinae e Cichoriinae. Il genere  Hieracium (insieme al genere Pilosella) costituisce il nucleo principale della sottotribù Hieraciinae e formano (insieme ad altri generi minori) un "gruppo fratello" posizionato nel "core" delle Hieraciinae.
Il genere Hieracium è un genere estremamente polimorfo con maggioranza di specie apomittiche. Di questo genere sono descritte circa 1000 specie sessuali e oltre 3000 specie apomittiche, delle quali circa 250 e più sono presenti nella flora spontanea italiana. Alcuni taxon collegati alle varie specie del genere sono sottospecie, altri sono considerati aggregati (o inclusi), e altri ancora sono considerati "intermediari" (o impropriamente ibridi in quanto queste specie essendo apomittiche non si incrociano e quindi non danno prole feconda) con altre specie. A causa di ciò si pongono dei problemi di sistematica quasi insolubili e per avere uno sguardo d'insieme su questa grande variabilità può essere necessario assumere un diverso concetto di specie. Qui in particolare viene seguita la suddivisione del materiale botanico in sezioni così come sono elencate nell'ultima versione della "Flora d'Italia".
La specie di questa voce è descritta all'interno della XXI sezione Hieracium sect. Bifida i cui caratteri principali sono:
- le specie di questo gruppo sono piante di tipo fillopode (raramente sono hypofillopode);
- le foglie basali sono attenuate e più o meno brevemente picciolate;
- le foglie sono fortemente ridotte (da 0 a 1), sono colorate di verde-glauco e sono spesso macchiate;
- i peli ghiandolari sono più o meno assenti sui peduncoli dei capolini e sull'involucro;
- i peli semplici sono sparsi, quelli stellati sono densi;
- la fioritura è anticipata.

La specie  H. bifidum  è invece individuata dai seguenti ulteriori caratteri:
- nelle foglie i peli semplici si trovano sui margini e nella pagina inferiore, sono molli e sparsi.

L'indumentum è uno degli elementi più importanti per distinguere le varie specie. H. bifidum è caratterizzata dalla seguente pubescenza:
| Tipo peli                                                   | Caule              | Foglie                                                                                          | Peduncoli dei capolini                                | Brattee involucrali |
| ----------------------------------------------------------- | ------------------ | ----------------------------------------------------------------------------------------------- | ----------------------------------------------------- | ------------------- |
| Peli semplici: lunghi 1 – 2 mm, molli, bianci e denticolati | Da assenti a densi | Densi sul picciolo, assenti sulla pagina superiore, sparsi sui margini e sulla pagina inferiore | Da assenti a densi, la base è nera e l'apice è bianco | Da assenti a sparsi |
| Peli ghiandolari                                            | Assenti            | Assenti                                                                                         | Da assenti a sparsi                                   | Da assenti a sparsi |
| Peli stellati                                               | Da sparsi a densi  | Assenti (presenti solo lungo le nervature)                                                      | Densi                                                 | Densi               |

Il numero cromosomico di  H. bifidum è: 2n = 18, 27 e 36. e 2n = 36 Sono presenti specie diploidi, triploidi e tetraploide.

### Sottospecie
Per questa specie sono riconosciute diverse sottospecie, alcune delle quali sono presenti nella flora spontanea italiana. Differiscono per il tipo di pubescenza oppure per la forma della foglie (ad esempio sono vellutate su entrambe le facce come la subsp. psammogenes, oppure il contorno è strettamente lanceolato con dentatura poco profonda come la subsp. pseudodollineri).
| Sottospecie          | Autore e anno                                    | Distribuzione italiana     | Distribuzione euro-mediterranea      |
| -------------------- | ------------------------------------------------ | -------------------------- | ------------------------------------ |
| amoenobium           | Zahn, 1916                                       | Piemonte\|Francia          |                                      |
| basicuneatifolium    | (Dalla Torre & Sarnth.) Karl Müll. Dornst., 1931 | Alpi occidentali           | Austria                              |
| basicuneatum         | (Zahn) Zahn, 1906                                | Alpi                       | Europa centrale e Penisola Balcanica |
| bifidipraecox        | Fen. & Zahn, 1925                                | Lombardia                  |                                      |
| bolognense           | Zahn, 1925                                       | Emilia-Romagna             |                                      |
| caesiiflorum         | (Norrl.) Zahn, 1906                              | Alpi e Appennini           | Europa                               |
| caesioprasinum       | Zahn, 1934                                       | Trentino-Alto Adige        |                                      |
| canitiosum           | (Malme) Zahn, 1921                               | Alpi orientali             | Europa Centrale                      |
| cardiobasis          | Zahn, 1906                                       | Alpi                       | Europa Centrale                      |
| condylisquamum       | Gottschl., 2011                                  | Marche                     |                                      |
| cordigenum           | (Norrl.) Zahn                                    | Trentino-Alto Adige        |                                      |
| coriifolium          | (Arv.-Touv.) Zahn, 1916                          | Piemonte                   | Francia                              |
| dolomiticum          | (Willk.) Dalla Torre & Sarnth., 1911             | Trentino-Alto Adige        |                                      |
| elvense              | Gottschl.                                        | Piemonte                   | Romania                              |
| eriopodoides         | (Zahn) Zahn, 1921                                | Alpi                       | Austria e Germania                   |
| erucoides            | (Arv.-Touv.) Zahn, 1916                          | Lombardia                  | Francia                              |
| fenarolii            | P. Rossi & Zahn, 1934                            | Lombardia                  | Slovacchia                           |
| gardetanum           | P. Rossi & Zahn, 1934                            | Lombardia                  |                                      |
| laceridens           | (Zahn) Zahn, 1921                                | Alpi occidentali           | Europa Centrale                      |
| laciniare            | Zahn, 1916                                       | Piemonte                   | Francia                              |
| lepidum              | (Arv.-Touv.) Zahn, 1916                          | Lazio                      | Francia                              |
| megalocalathium      | P. Rossi & Zahn, 1934                            | Lombardia                  |                                      |
| megalotomum          | (Zahn) Zahn, 1921                                | Trentino-Alto Adige        | Svizzera, Austria e Germania         |
| mollinense           | Zahn, 1916                                       | Piemonte                   |                                      |
| nummulariifolium     | Gottschl., 2009                                  | Abruzzo                    |                                      |
| obscurisquamum       | (Zahn) Greuter, 2007                             | Alpi                       | Europa (centrale e del nord)         |
| oreites              | (Arv.-Touv.) Zahn, 1921                          | Alpi occidentali           | Europa centrale e Penisola Balcanica |
| oreitiforme          | (Zahn) Zahn, 1921                                | Lombardia                  | Austria                              |
| perlacerum           | Zahn, 1921                                       | Alpi                       | Europa centrale e Penisola Balcanica |
| poliomelanum         | Zahn, 1921                                       | Alpi orientali             | Austria e Germania                   |
| pourriacense         | Zahn, 1916                                       | Piemonte                   | Francia e Penisola Balcanica         |
| prasinescens         | Zahn, 1916                                       | Piemonte                   | Francia                              |
| psammogenes          | (Zahn) Zahn, 1921                                | Alpi e Abruzzo             | Europa                               |
| pseudobasicuneatum   | (Dalla Torre & Sarnth.) Zahn, 1921               | Alpi orientali             | Europa centrale                      |
| pseudodollineri      | (Murr & Zahn) Zahn, 1905                         | Alpi                       | Austria, Svizzera e Germania         |
| pseudoligocephalum   | (Zahn) Zahn, 1921                                | Trentino-Alto Adige        | Europa centrale                      |
| pseudopraecox        | (Zahn) Dalla Torre & Sarnth., 1911               | Alpi e Abruzzo             | Europa centrale e Penisola Balcanica |
| pseudopsammogenes    | (Dalla Torre & Sarnth.) Zahn, 1921               | Alpi                       | Austria, Svizzera e Germania         |
| pseudosemisilvaticum | (Dalla Torre & Sarnth.) Zahn, 1921               | Trentino-Alto Adige        |                                      |
| sagittibasis         | Zahn, 1916                                       | Piemonte                   | Francia                              |
| scandinaviorum       | Zahn, 1905                                       | Alpi                       | Europa (centrale e del nord)         |
| scutatum             | (Arv.-Touv.) Zahn, 1905                          | Lombardia                  | Austria, Svizzera e Germania         |
| semipraecox          | P. Rossi & Zahn, 1934                            | Lombardia                  |                                      |
| semitenuiflorum      | Fen. & Zahn, 1927                                | Lombardia                  |                                      |
| senile               | (Arv.-Touv.) Zahn, 1921                          | Alpi                       | Europa centrale e Penisola Balcanica |
| seniliforme          | (Zahn) Zahn, 1921                                | Alpi occidentali           | Austria, Svizzera e Germania         |
| serpentinicolor      | Fen. & Zahn, 1927                                | Trentino-Alto Adige        |                                      |
| sinuosifrons         | (Dahlst.) Zahn, 1905                             | Alpi orientali e Abruzzo   | Europa                               |
| sivyense             | Zahn, 1910                                       | Alpi                       | Penisola Balcanica                   |
| stenolepis           | (Lindeb.) Zahn, 1921                             | Alpi orientali e Appennini | Europa                               |
| subcaesiifloriforme  | (Zahn) Zahn, 1935                                | Alpi                       | Europa centrale e Penisola Balcanica |
| subcanescentiforme   | Käser, 1917                                      | Trentino-Alto Adige        | Svizzera e Austria                   |
| subhastatum          | Gottschl., 2009                                  | Abruzzo                    |                                      |
| subimbricatum        | Gottschl., 2009                                  | Abruzzo                    |                                      |
| submolliceps         | Zahn, 1921                                       | Alpi                       | Svizzera                             |
| subpapyraceum        | Chiarugi, 1926                                   | Alpi orientali             | Austria e Germania                   |
| subsagittatum        | (Zahn) Zahn, 1921                                | Alpi occidentali           | Penisola Balcanica e Marocco         |
| subtenuiflorum       | (Zahn) Greuter, 2008                             | Alpi orientali             |                                      |
| taraxacifolium       | Zahn, 1916                                       | Piemonte                   | Francia                              |
| toutonii             | Zahn 1921                                        | Trentino-Alto Adige        | Austria, Svizzera e Germania         |
| vaccarii             | Besse & Zahn, 1903                               | Valle d'Aosta              |                                      |
| vensicum             | Zahn, 1916                                       | Piemonte                   | Francia                              |

### Specie incluse
Le seguenti specie sono "incluse" nel gruppo del Hieracium bifidum:
| Specie                       | Autore e anno                   | Distribuzione                   |
| ---------------------------- | ------------------------------- | ------------------------------- |
| Hieracium acidolepis         | T. Tyler, 2007                  | Svezia                          |
| Hieracium acidotum           | Dahlst., 1892                   | Scandinavia                     |
| Hieracium acrogymnon         | (Malme) Dahlst., 1982           | Svezia                          |
| Hieracium aggregatum         | Backh. f., 1856                 | Gran Bretagna                   |
| Hieracium albidulum          | T. Durand & B. D. Jacks., 1902  | Scandinavia                     |
| Hieracium anguinum           | (W. R. Linton) Roffey, 1925     | Gran Bretagna                   |
| Hieracium askii              | T. Tyler, 2007                  | Svezia                          |
| Hieracium astibes            | Üksip, 1959                     | Estonia                         |
| Hieracium atriplicifolium    | Schljakov, 1966                 | Federazione Russa               |
| Hieracium auratiflorum       | Pugsley, 1942                   | Gran Bretagna                   |
| Hieracium boreoanglicum      | P. D. Sell, 2006                | Gran Bretagna                   |
| Hieracium caesiifloroides    | Üksip, 1959                     | Estonia                         |
| Hieracium caesionigrescens   | Dahlst., 1892                   | Gran Bretagna e Scandinavia     |
| Hieracium caesitiifolium     | Norrl., 1906                    | Federazione Russa e Finlandia   |
| Hieracium caesitium          | (Norrl.) Brenner, 1892          | Federazione Russa e Scandinavia |
| Hieracium caurii             | Üksip, 1959                     | Estonia                         |
| Hieracium cercidotelmatodes  | Üksip, 1959                     | Estonia                         |
| Hieracium chlorellum         | Norrl., 1888                    | Europa (nord-orientale)         |
| Hieracium circulare          | Wiinst., 1926                   | Danimarca                       |
| Hieracium cordigerum         | (Norrl.) Dahlst., 1892          | Italia, Romania e Scandinavia   |
| Hieracium crassifoliiforme   | Schljakov, 1966                 | Federazione Russa               |
| Hieracium crebridens         | F. N. Williams, 1902            | Gran Bretagna                   |
| Hieracium crebridentiforme   | Pugsley, 1942                   | Gran Bretagna                   |
| Hieracium crispulum          | Norrl., 1889                    | Federazione Russa e Finlandia   |
| Hieracium distractifolium    | Schljakov, 1966                 | Federazione Russa               |
| Hieracium duriceps           | F. Hanb., 1892                  | Gran Bretagna                   |
| Hieracium eichvaldii         | Üksip, 1959                     | Estonia                         |
| Hieracium emblae             | T. Tyler, 2007                  | Svezia                          |
| Hieracium gelertii           | Dahlst., 1922                   | Germania e Danimarca            |
| Hieracium halsicum           | Dahlst., 1907                   | Scandinavia                     |
| Hieracium hangvarense        | T. Tyler, 2007                  | Svezia                          |
| Hieracium helenae            | T. Tyler, 2005                  | Svezia                          |
| Hieracium intercessum        | Üksip, 1959                     | Estonia                         |
| Hieracium juelii             | (Dahlst.) Johanss. & Sam., 1926 | Svezia                          |
| Hieracium kabanovii          | Üksip, 1959                     | Federazione Russa               |
| Hieracium lacerifolium       | Dahlst., 1892                   | Scandinavia                     |
| Hieracium livescens          | Norrl., 1889                    | Federazione Russa e Finlandia   |
| Hieracium livescentiforme    | Schljakov, 1966                 | Federazione Russa e Finlandia   |
| Hieracium macrochlorellum    | Üksip, 1959                     | Federazione Russa               |
| Hieracium moëanum            | Lindeb., 1872                   | Norvegia                        |
| Hieracium mucronellum        | P. D. Sell & C. West, 1967      | Gran Bretagna                   |
| Hieracium multifrons         | Brenner, 1892                   | Federazione Russa e Finlandia   |
| Hieracium oioënse            | (Dahlst.) Üksip, 1960           | Estonia                         |
| Hieracium pachyphylloides    | (Zahn) Roffey, 1925             | Gran Bretagna                   |
| Hieracium pahnschii          | Üksip, 1960                     | Estonia                         |
| Hieracium pauculidens        | P. D. Sell & C. West, 1967      | Gran Bretagna                   |
| Hieracium penduliforme       | Johanss., 1897                  | Federazione Russa e Scandinavia |
| Hieracium pendulum           | (Dahlst.) Dahlst., 1900         | Federazione Russa e Scandinavia |
| Hieracium petropavlovskianum | Üksip, 1959                     | Federazione Russa               |
| Hieracium phalarograptum     | (Zahn) Dahlst., 1925            | Scandinavia                     |
| Hieracium poaczense          | Schljakov, 1966                 | Federazione Russa               |
| Hieracium praviforme         | T. Tyler, 2005                  | Svezia                          |
| Hieracium pravifrons         | Johanss. & Sam., 1924           | Svezia                          |
| Hieracium protentum          | P. D. Sell, 2006                | Gran Bretagna                   |
| Hieracium pseudosarcophyllum | Pugsley, 1942                   | Gran Bretagna                   |
| Hieracium riparium           | Üksip, 1959                     | Federazione Russa               |
| Hieracium rivale             | F. Hanb., 1893                  | Gran Bretagna                   |
| Hieracium sanguineum         | (Ley) W. R. Linton, 1905        | Gran Bretagna                   |
| Hieracium sarcophyllum       | Dahlst., 1893                   | Scandinavia                     |
| Hieracium subcaesium         | (Fr.) Lindeb., 1869             | Stati Baltici e Finlandia       |
| Hieracium subfarinosiceps    | Schljakov, 1966                 | Federazione Russa               |
| Hieracium sublividum         | (Dahlst.) Johanss., 1897        | Europa (nord-orientale)         |
| Hieracium subniviferum       | Schljakov, 1966                 | Federazione Russa               |
| Hieracium subtenue           | (W. R. Linton) Roffey, 1925     | Gran Bretagna                   |
| Hieracium tanaodeirum        | Johanss., 1928                  | Svezia                          |
| Hieracium terenodes          | Omang, 1923                     | Norvegia                        |
| Hieracium triangularifolium  | P. D. Sell, 2006                | Gran Bretagna                   |
| Hieracium vagae              | Üksip, 1959                     | Estonia                         |
| Hieracium variifolium        | P. D. Sell & C. West, 1967      | Gran Bretagna                   |
| Hieracium virelliceps        | Norrl., 1906                    | Federazione Russa e Finlandia   |